# I. e. 37
Évszázadok: i. e. 2. század – i. e. 1. század – 1. század
Évtizedek: i. e. 80-as évek – i. e. 70-es évek – i. e. 60-as évek – i. e. 50-es évek – i. e. 40-es évek – i. e. 30-as évek – i. e. 20-as évek – i. e. 10-es évek – i. e. 1-es évek – 1-es évek – 10-es évek
Évek: i. e. 42 – i. e. 41 – i. e. 40 – i. e. 39 –  i. e. 38 – i. e. 37 – i. e. 36 – i. e. 35 – i. e. 34 – i. e. 33 – i. e. 32

## Események

### Róma
- Lucius Caninius Gallust és Marcus Vipsanius Agrippát választják consulnak.
- Caius Sosius syriai helytartó ostrom alá veszi a pártusok által megszállt Jeruzsálemet. Öt hónapnyi ostrom után elfoglalja a várost és kivégezteti a pártusok által trónra emelt II. Antigonoszt. Júdea királyává Heródest, jeruzsálemi főpappá Ananéloszt nevezik ki.
- Kiújul a konfliktus Octavianus és Sextus Pompeius között, mindketten a másikat okolják a korábbi békeszerződés megszegéséért, de a fő ok az hogy Pompeius hadvezére, Menas átpártolt Octavianushoz és átadta neki Szardíniát. Pompeius flottája a Messinai-szorosban legyőzi Octavianusét.
- Octavianus új flottát épít. Agrippa megépíti számára Puteoli kikötőjét, Portus Iuliust, több újítást vezet be (pl. a harpaxot, hajítógépből kilőtt csáklyát) és 20 ezer rabszolgát felszabadít hogy elegendő evezőse legyen a hajókon. Marcus Antonius 120 hajót kölcsönad Octavianusnak, cserébe 20 ezer katonáért, amelyekre a tervezett pártus hadjáratához van szüksége.
- Antonius, Octavianus és Lepidus a tarentumi szerződéssel újabb öt évre meghosszabbítja a második triumvirátust. Antonius idősebb fiát, Antyllust eljegyzik Octavianus egyéves lányával, Iuliával.
- Antonius visszatér Görögországba, majd Syriába, hogy előkészítse pártus hadjáratát. Antiochiában három év után újra találkozik Kleopátrával; ez idő alatt érdekházasságot kötött Octavianus nővérével, akitől két lánya is született.
- Antonius átszervezi a birodalom keleti felét. Az öt provinciából három marad (Asia, Bithynia és Syria). Föníciát, Krétát és Cyrenaicát átadja Egyiptomnak. Újból megalakítja a Pontoszi Királyságot, amelynek élére saját emberét, Polemónt állítja.

### Pártus Birodalom
- Meghal II. Oródész király, utóda fia, IV. Phraatész (Plutarkhosz szerint Oródész lemondott bánatában, elsőszülött fia halála miatt és Phraatészt választotta utódának, aki ezután saját kezűleg fojtotta meg apját). Phraatész uralma megszilárdítása érdekében meggyilkoltatja több mint harminc féltestvérét.

### Korea
- Tongmjong megalapítja Kogurjo királyságát.

## Halálozások
- II. Antigonosz Mattatiás, júdeai király
- II. Oródész, pártus király
- Csing Fang, kínai matematikus, zenetudós, asztrológus

## Fordítás
- Ez a szócikk részben vagy egészben  a(z)   37 av. J.-C. című francia Wikipédia-szócikk ezen változatának fordításán alapul.  Az eredeti cikk szerkesztőit annak laptörténete sorolja fel. Ez a jelzés csupán a megfogalmazás eredetét és a szerzői jogokat jelzi, nem szolgál a cikkben szereplő információk forrásmegjelöléseként.